# Felip Mateu i Llopis
Pour les articles homonymes, voir Llopis.
Felip Mateu i Llopis, né à Valence (Espagne) le 15 novembre 1901 et mort à Barcelone le 13 avril 1998, est un archiviste, numismate, historien et bibliothécaire valencien.

## Hommages et décorations
Il est membre de nombreuses académies et sociétés savantes en Espagne et à l'international, et reçoit plusieurs distinctions et décorations au cours de sa carrière.
- Membre correspondant de l'American Numismatic Society (1948)[1] ;
- Membre correspondant de l'Institution Alphonse le Magnanime (1950)[1] ;
- Membre correspondant de l'Institut d'études ibériques et d'ethnologie valencienne[8] ;
- Chevalier de l'Ordre des Palmes académiques (1957)[1].

## Œuvre
La plus grande partie de son œuvre érudite est écrite en catalan.
- 1929 : La Ceca de Valencia y las acuñaciones valencianas de los siglos xiii-xviii[1]
- 1931 : L'actual moviment cultural de València, davant l'hora present de Catalunya[6]
- 1933 : El País Valencià, L'Estel, coll. « Quaderns d’Orientació Valencianista »[6]
- 1946 : La moneda española, Breve historia monetaria de España, Barcelone, Editorial Alberto Martín[1]
- 1955 : Aportación a la Historia Monetaria del Reino de Valencia en el siglo xviii, Valence, Institución Alfonso El Magnánimo[1]